# ارمنی‌های اسپانیا
ارمنی‌های اسپانیا ((ارمنی: Հայերն Իսպանիայում; اسپانیایی: Armenios en España)) به ارمنی‌های قومی ساکن اسپانیا اشاره دارد. تعداد آنها حدود ۴۰٬۰۰۰ نفر است که در والنسیا، بارسلونا و مادرید متمرکز هستند. در سال ۲۰۱۱، اسپانیا چهارمین کشور مقصد برای مهاجران ارامنه بود

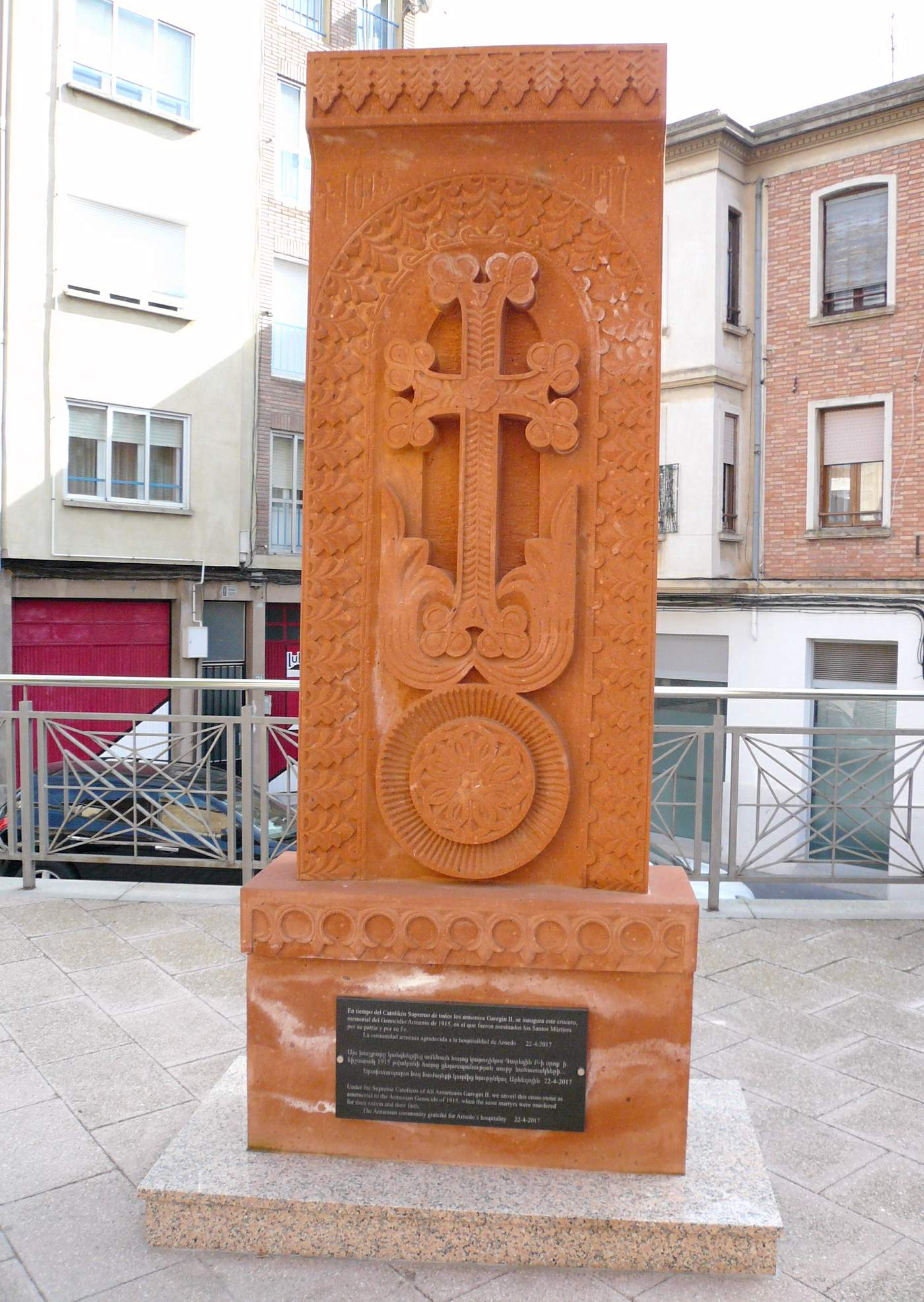
بنای یادبود نسل‌کشی ارمنی‌ها، آرندو

قبل از سال ۲۰۰۹ هیچ کلیسای ارمنی در اسپانیا وجود نداشت، تا اینکه یکی از آنها در شهری کوچک در نزدیکی بارسلون در اوت همان سال افتتاح شد. بیشتر ارامنه اسپانیا به کلیسای حواری ارمنی تعلق دارند. تعداد مدارس یکشنبه ارامنه در اسپانیا رو به افزایش است.
بیشتر ارمنی‌ها به زبان ارمنی و اسپانیایی صحبت می‌کنند. بسیاری از مهاجرت‌ها از ارمنستان پس از فروپاشی اتحاد جماهیر شوروی به اتحادیه اروپا، از جمله اسپانیا، همراه با روسیه و ایالات متحده هدایت شده است. 

## تاریخچه
حتی اگر حضور ارمنی‌ها در قلمرو اسپانیای کنونی حداقل به قرون وسطی برمی‌گردد، تعداد آنها در اوایل دوره مدرن افزایش یافت و از قرن شانزدهم به بعد در شهرهای تجاری اصلی مانند سویل یا کادیز ساکن شدند. فعالیت تجاری فزاینده در قلمرو سلطنت اسپانیایی، ایفای نقش مهمی در تجارت ابریشم ایرانی. علیرغم موفقیت اولیه اجتماعی و تجاری، شهرت آنها در سده هفدهم به دلایل مختلفی از جمله برتری بر واردات پارچه‌های ارزان قیمت که توسط بازرگانان ارمنی اعمال می‌شد، نزاع فرانسیسکن‌های تحت حمایت ولیعهد اسپانیا علیه سایر گروه‌های مسیحی برای کنترل بر آنها رو به وخامت گذاشت. اماکن مقدس، و برخی نیز به همین ترتیب به حدی رسیدند که ارامنه محلی را به وفاداری مخفیانه به درگاه عالی متهم کردند.